# Columbus, Ohio

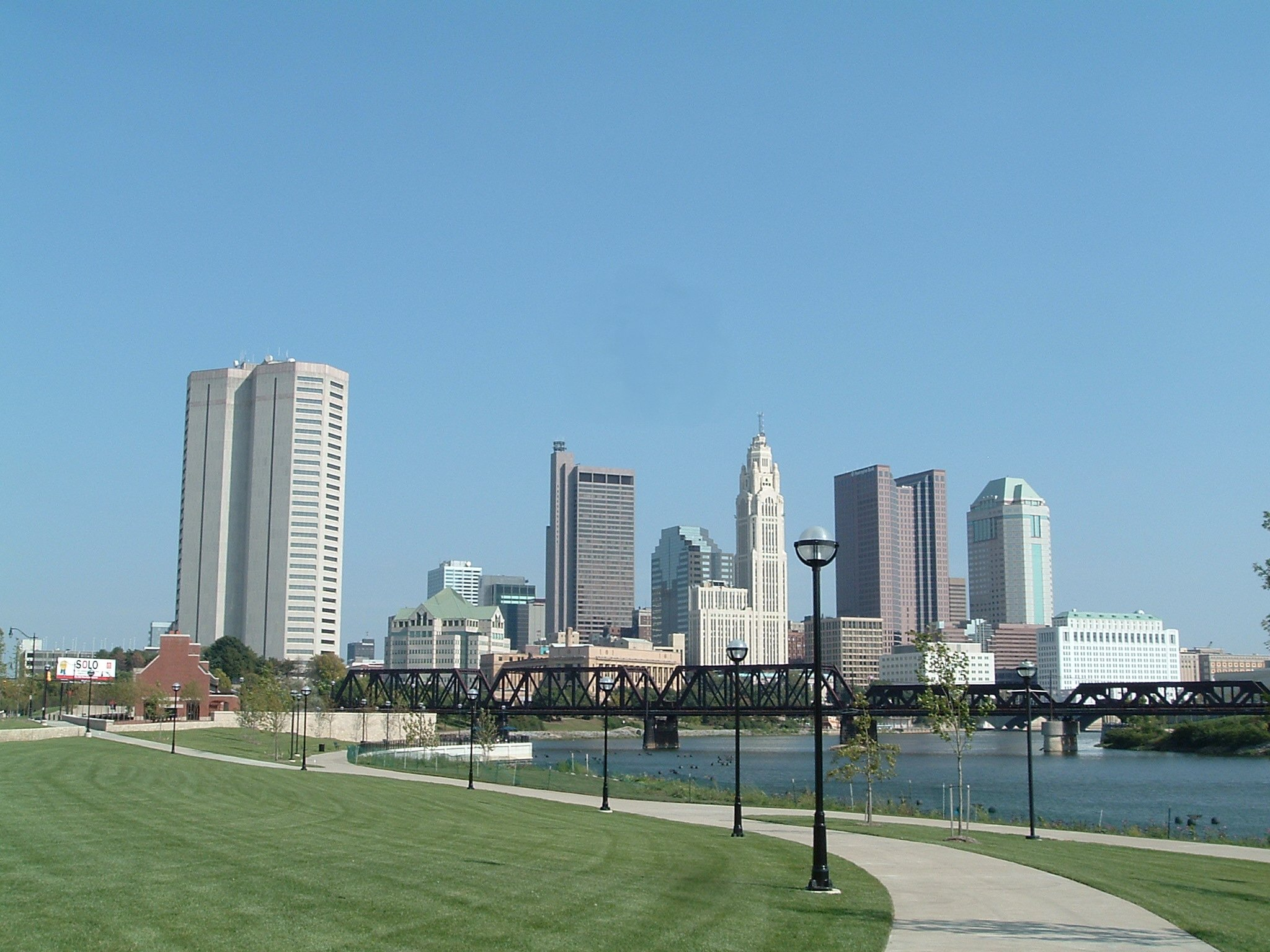
Chân trời Columbus, nhìn từ Công viên Bờ Bắc

Columbus (/kəˈlʌmbəs/) là thủ phủ và thành phố lớn nhất của tiểu bang Ohio tại Mỹ. Nó được đặt tên theo nhà thám hiểm nổi tiếng Cristoforo Colombo (tiếng Anh: Christopher Columbus). Columbus được thành lập năm 1812 tại ngã ba sông Scioto và Olentangy và nắm nhiệm vụ thủ phủ năm 1816. Thành phố này có nền kinh tế nhiều ngành dựa trên giáo dục, bảo hiểm, y tế, và công nghệ. Được tạp chí Money Magazine xếp hạng 8 trong danh sách thành phố lớn nước Mỹ có thể ở nhất, nó cũng được coi là một thành phố toàn cầu đang nổi lên. Dân cư Columbus thường được gọi Columbusite trong tiếng Anh.
Năm 2005, Columbus được tính là thành phố lớn thứ 15 ở nước Mỹ, với 730.657 dân cư, và nó thuộc khu vực đô thị lớn thứ 32 trong nước. Columbus nằm gần trung tâm địa lý của tiểu bang và là quận lỵ của Quận Franklin, tuy biên giới thành phố cũng vào hai quận Delaware và Fairfield.
Tên Columbus thường chỉ đến Khu vực đô thị Columbus, bao gồm nhiều thành phố khác. Theo Cục Thống kê Dân số Hoa Kỳ, khu vực này có 1.708.625 dân cư, trong khi Khu vực Thống kê Tổng hợp (Combined Statistical Area – tính cả Marion và Chillicothe) – có 1.936.351 dân cư.
Năm 2005, hội đồng thành phố chấp nhận cờ vàng ba sọc đỏ Việt Nam Cộng hòa để tượng trưng cho cộng đồng người Mỹ gốc Việt trong thành phố (xem Chiến dịch Cờ Vàng).